# Схватио сам, не могу без тебе
Схватио сам, не могу без тебе је студијски албум српског фолк певача Мирослава Илића. Албум је објављен 1982. године за издавачку кућу ПГП РТБ, а доступан је био на касети и грамофонској плочи.

## Списак песама
| №   | Назив                         | Аутор(и)                                           | Трајање |  |
| 1.  | Схватио сам, не могу без тебе | Р. Тодоровић (т), Д. Александрић (м, а)            |         |  |
| 2.  | Девојчице, опа, цупа          | Р. Тодоровић (т), Д. Александрић (м, а)            |         |  |
| 3.  | О, јесени, јесени             | С. Вуковић (т), П. Вуковић (м), Д. Александрић (а) |         |  |
| 4.  | Шумадија                      | О. Пјевовић (т, м), Д. Александрић (а)             |         |  |
| 5.  | Песма мајци                   | О. Пјевовић (т, м), Д. Александрић (а)             |         |  |
| 6.  | Пусти ме да те волим          | Р. Тодоровић (т), Д. Александрић (м, а)            |         |  |
| 7.  | Цветај, ружо                  | М. Божовић (т, м)                                  |         |  |
| 8.  | Ти си звезда мојих снова      | С. Вуковић (т), П. Вуковић (м), Д. Александрић (а) |         |  |
| 9.  | Последње писмо                | Р. Граић (т, м), Д. Александрић (а)                |         |  |
| 10. | Дуга ли је Јелица планина     | О. Пјевовић (т, м), Д. Александрић (а)             |         |  |

## Пратећи музичари
- Оркестар Драгана Александрића — оркестар
- Снежана Ђуришић — пратећи вокали (6, 9)

## Остале заслуге
- Иван Ћулум — дизајн омота
- Зоран Кузмановић — фотографије